# Дуб пухнастий
Дуб пухнастий (Quercus pubescens) — вид деревних рослин родини букових (Fagaceae). Поширений в Європі та Західній Азії. Ряд рідкісних угруповань дубу пухнастого занесені до Зеленої книги України.

## Опис

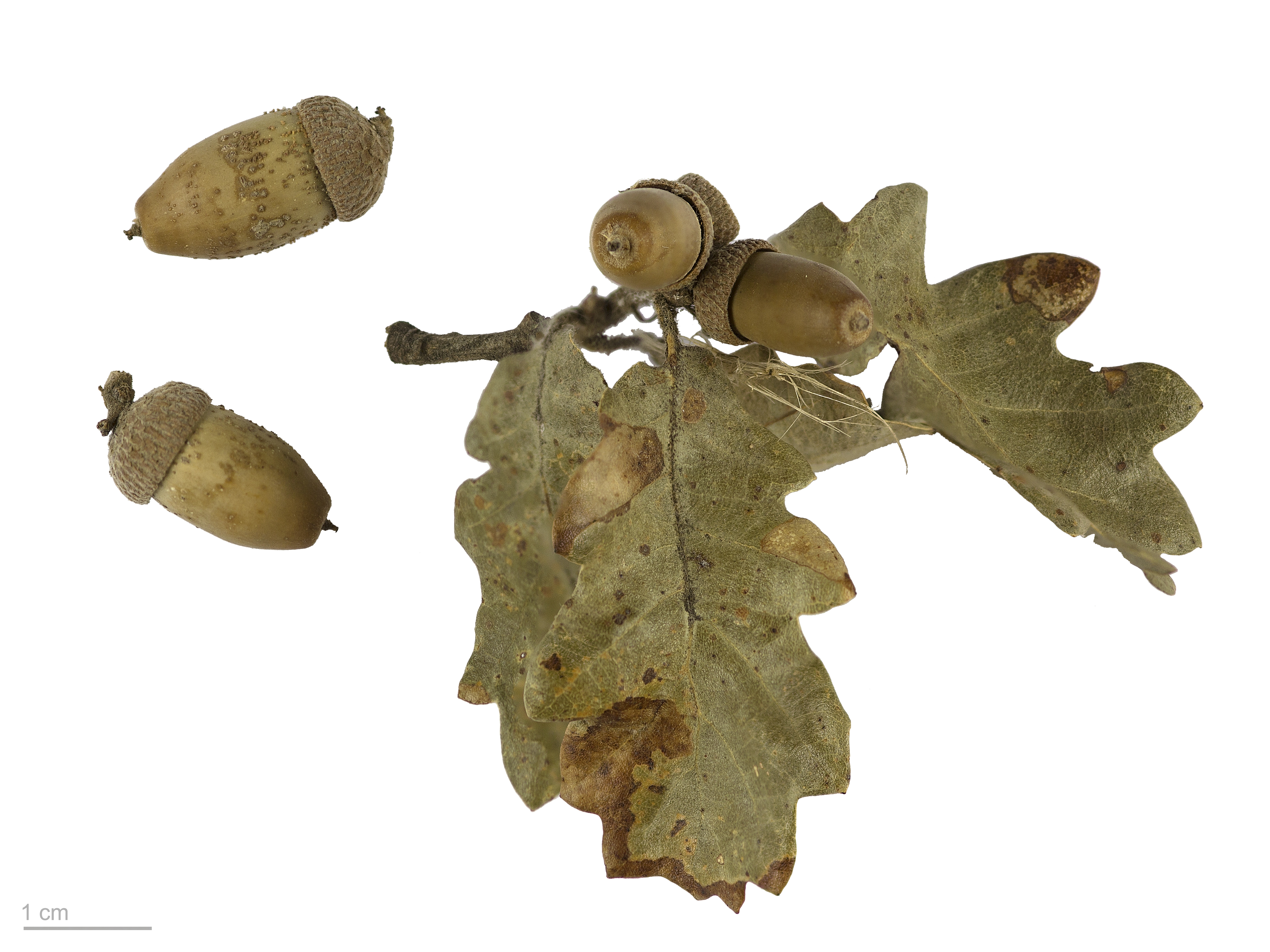
З гербарію Тулузького музею

Невисоке деревце або великий кущ 5–10 м заввишки. Пагони, молоді бруньки і листки густоопушені.
Молоді гілки густосіроповстисті, червонуваті; торішні — голі. Листки чергові, короткочерешкові, прості, видовженооберненояйцевидні, з 3—7 парами цілокраїх, на верхівці закруглених лопатей; молоді листки зісподу білувато-жовтуваті від опушення.
Квітки одностатеві; тичинкові квітки — з 6—8-роздільною оцвітиною, зібрані пучечками, утворюючи сережковидне суцвіття. Маточкові квітки сидячі або на дуже коротких квітконіжках з 6-роздільною оцвітиною, одиничні або зібрані по кілька, оточені обгортками (мисочкою).
Плід — горіх (жолудь). Жолуді майже сидячі. Цвіте у квітні — травні.

## Поширення
Поширений в Європі: Молдова, Україна, Австрія, Бельгія, Чехія, Німеччина, Угорщина, Словаччина, Швейцарія, Албанія, Боснія і Герцеговина, Болгарія, Хорватія, Греція, Італія, Північна Македонія, Чорногорія, Румунія, Сербія, Словенія, Франція, Іспанія; Західній Азії: Туреччина; Кавказі: Азербайджан, Грузія, Росія — Дагестан. 
Введений у культуру в ряді країн Європи та Азії, у тому числі за межами природного ареалу.

### Поширення в Україні
На північній межі ареалу у вигляді чагарнику зустрічається в Закарпатті (с. Чернотисово). На плато уздовж Лівобережного Придністров'я трапляється серед сухих типів дібров і на кам'янистих вапнякових схилах товтрових гряд, від м. Могилів-Подільський (Вінницька область) до с. Комарівка Великомихайлівського району Одеської області.
У Криму росте в лісах, на узліссях, по схилах та кам'янистих місцях. Зустрічається в нижньому або середньому поясі Кримських гір, не піднімаючись вище 500 м над рівнем моря. Віддає перевагу південним схилам з сухими ґрунтами і виходами вапняків. 
Світлолюбна, посухостійка рослина, придатна для залісення схилів.
Культивується в інших регіонах України, зокрема, зростає в заповідному урочищі Дар'ївське на Черкащині.

## Охорона

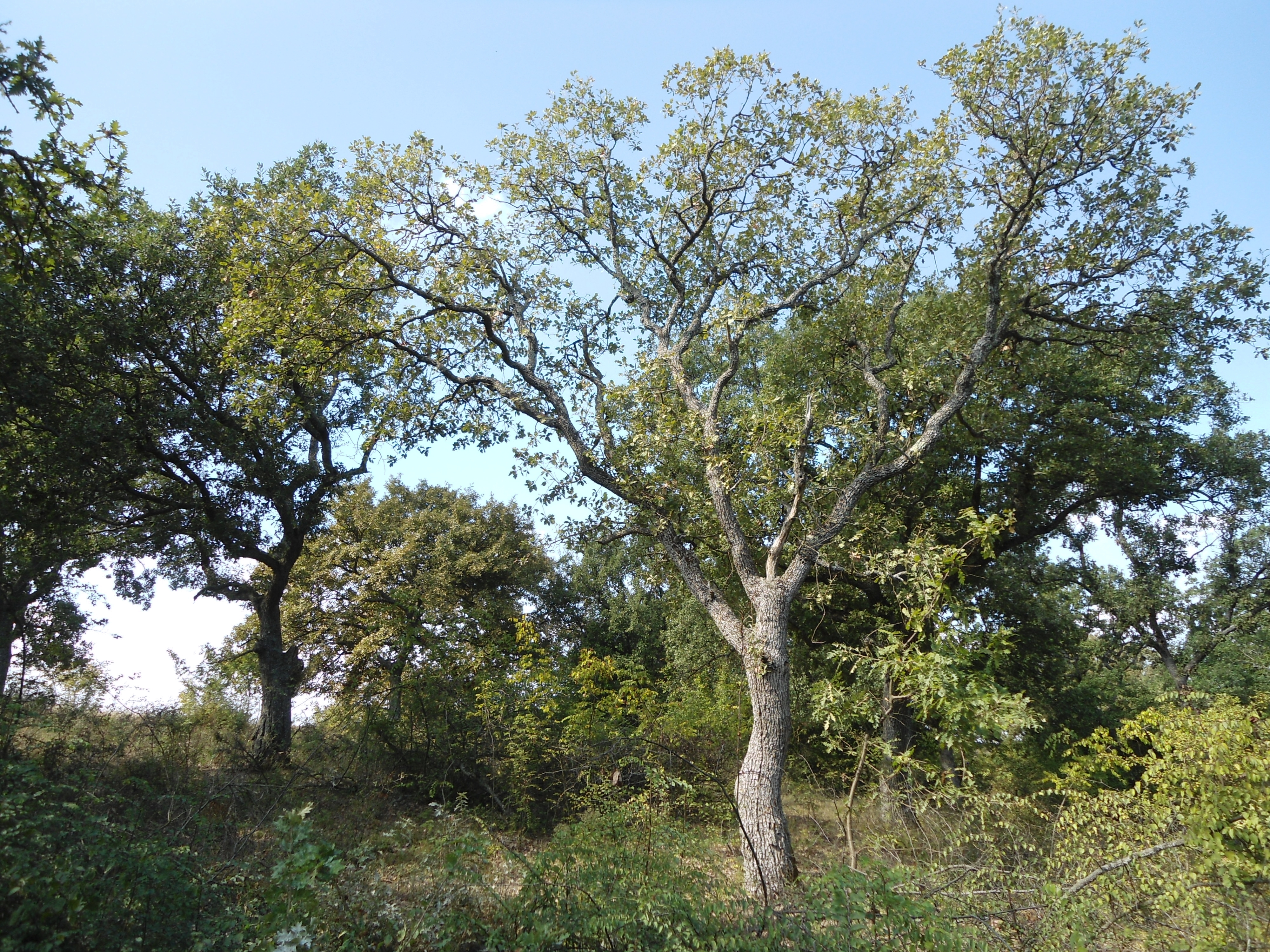
Діброва в Болгарії

На більшій частині ареалу стан природних популяцій виду залишається більш-менш стабільним. Саме тому він, згідно Червоного списку МСОП, отримав охоронний статус «відносно благополучний вид».
Внаслідок зведення гірських лісів та погіршення стану середовища існування окремі угруповання дубу пухнастого стали рідкісними і тому занесені до Зеленої книги України, зокрема 4 рослинні асоціації, які належать до класу асоціацій пухнастодубових лісів татарськокленових (Querceta (pubescentis) acerosa (tatarici)): 1) пухнастодубовий ліс татарськокленово-вузьколистотонконоговий; 2) пухнастодубовий ліс татарськокленово-мікеліосоковий; 3) пухнастодубовий ліс татарськокленово-пірчастокуцоніжковий; 4) пухнастодубовий ліс татарськокленово-ранньоосоковий.
Категорія охорони раритетних угруповань 3 (звичайний тип асоційованості домінантів; угруповання на північній та східній межі ареалу, на рівнинній частині України трапляються в декількох локалітетах одного геоботанічного району). Статус охорони: угруповання перебувають під загрозою зникнення (характеризуються різким скороченням ареалів і можуть зникнути, якщо продовжиться дія антропогенних чинників, що негативно впливають на їх стан). Угруповання охороняються в ботанічному заказнику «Павлівський» (Одеська область).

## Практичне значення

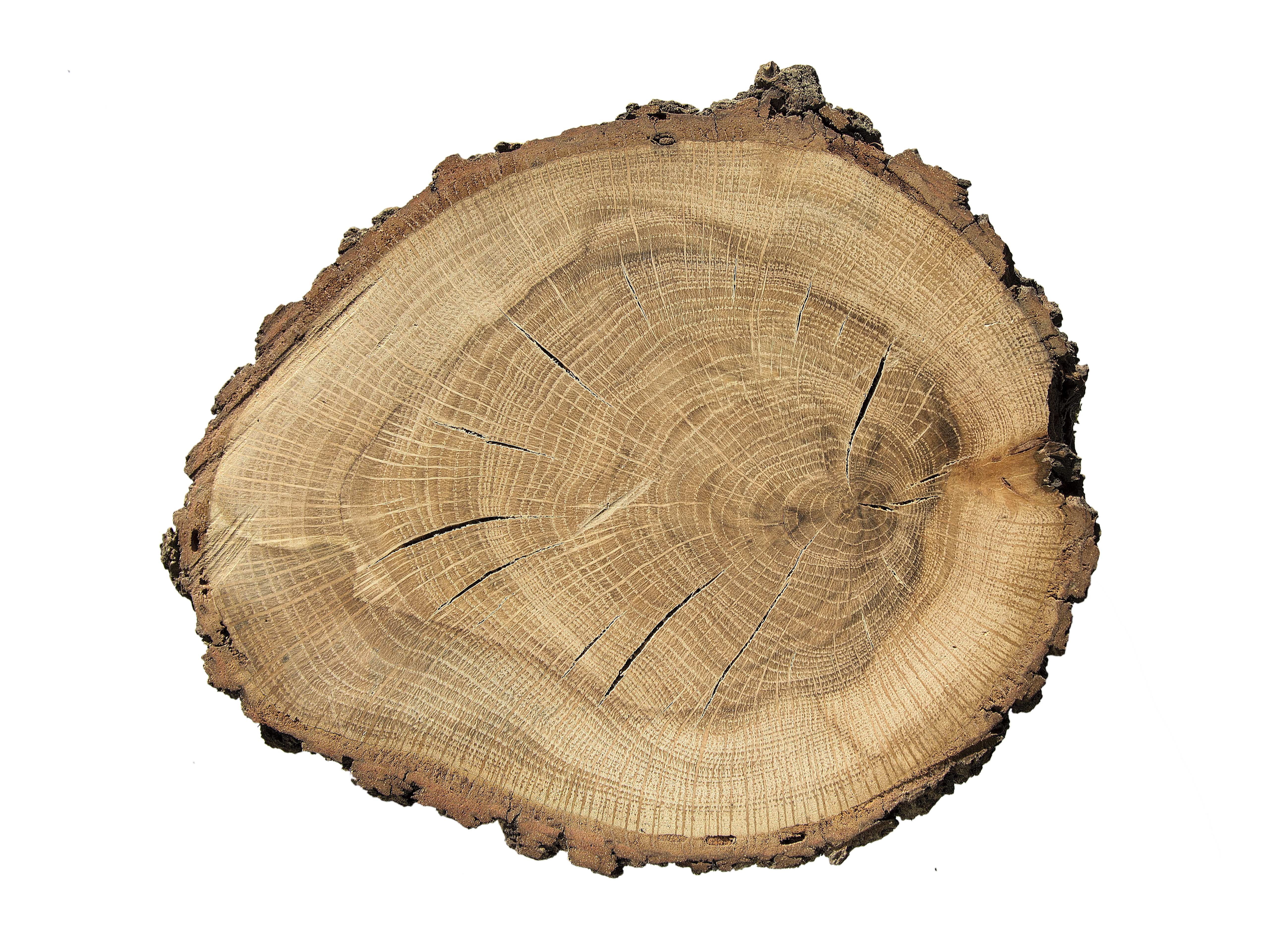
З колекції Тулузького музею

Заготівля і зберігання, хімічний склад, фармакологічні властивості і використання, лікарські форми і застосування — аналогічно до дуба звичайного.